# Attagenus smirnovi
Attagenus smirnovi är en skalbaggsart som beskrevs av Zhantiev 1973. Attagenus smirnovi ingår i släktet Attagenus, och familjen ängrar. Arten är reproducerande i Sverige.

## Bildgalleri

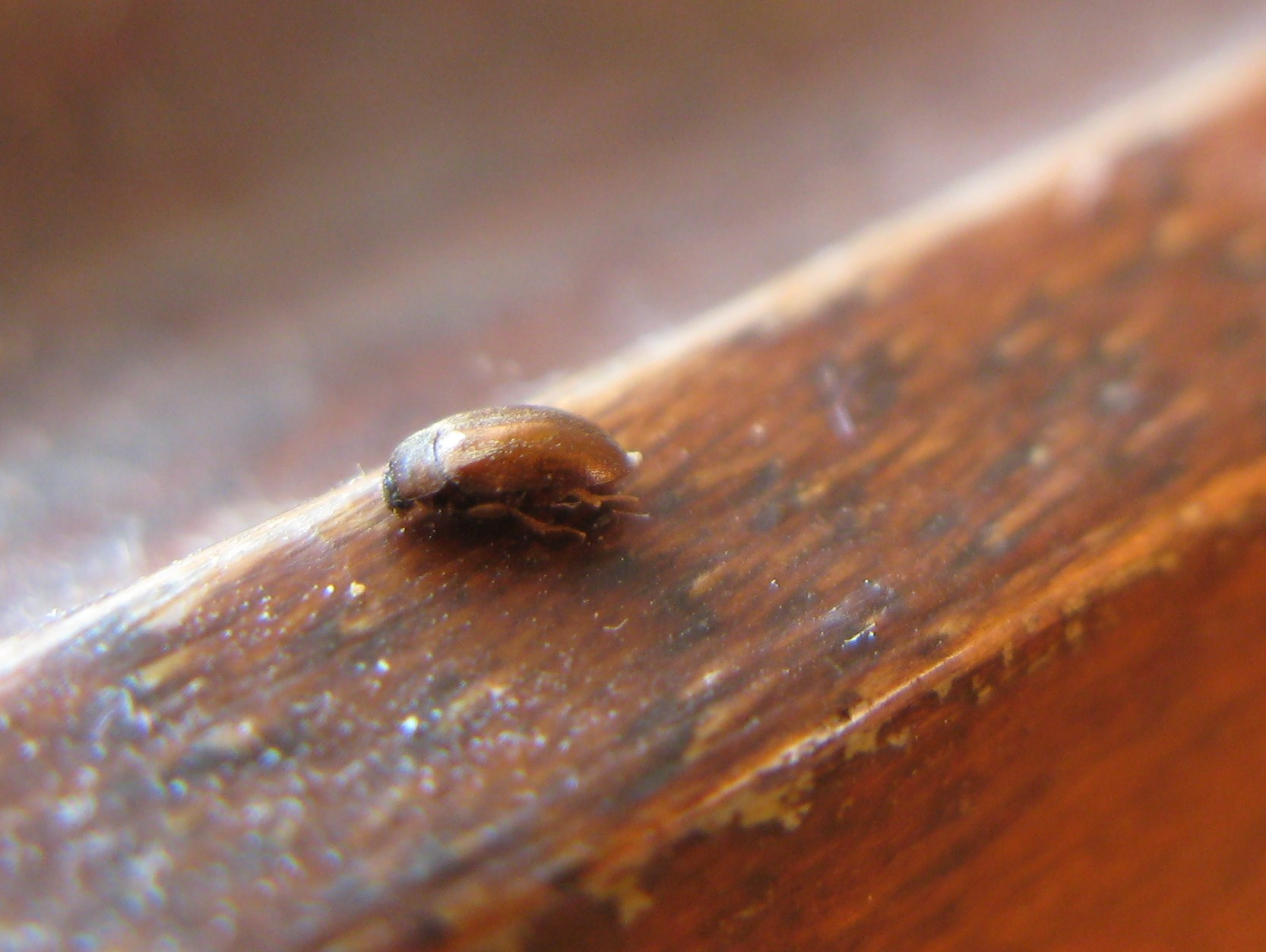